# Sangwali

Wahlkreiskarte von Judea Lyaboloma

Sangwali ist eine Ansiedlung und Verwaltungssitz des Wahlkreises Judea Lyaboloma in der Region Sambesi im äußersten Nordosten Namibias. Sie liegt etwa 130 Kilometer südwestlich der Regionalhauptstadt Katima Mulilo und 3,5 Kilometer südlich der Hauptstraße C49 am Rande des Nkasa-Rupara-Nationalparks.
Sangwali ist traditionelles Siedlungsgebiet der Mayeyi (Mafwe) und Sitz der Mayeyi-Könige.
Swangwali war Aufenthaltsort des Afrikaforschers David Livingstone, der hier um 1850 lebte. Ein kleines Museum erinnert seit 1999 an den Entdecker.